# 강수일 (체조 선수)
강수일(1943년 10월 8일~)은 대한민국의 기계 체조 선수로, 1964년 하계 올림픽에 참가했다.